# Valerij Tjikov
Valerij Tjikov (russisk: Вале́рий Па́влович Чи́ков) (født 22. december 1950 i Tjurilovka i Sovjetunionen, død 8. juni 2017 i Moskva i Rusland) var en russisk filminstruktør og manuskriptforfatter.

## Filmografi
- Ne valjaj duraka (Не валяй дурака.., 1997)[2][3]
- Ne poslat li nam... gontsa? (Не послать ли нам… гонца?, 1998)